# ديزة الأعالي
ديزة الأعالي (الاسم العلمي:Disa alticola) هي نوع من النباتات تتبع جنس الديزة من الفصيلة السحلبية.